# Décès en 1907
Décès
- 1903
- 1904
- 1905
- 1906
- 1907
- 1908
- 1909
- 1910
- 1911

Cet article présente une liste de personnalités mortes au cours de l'année 1907.

Les mois de l'année font également l'objet de listes spécifiques :

## Décès par mois

### Janvier
- 3 janvier : Mozaffareddine Chah, chah d'Iran de 1896 à 1907 (° 23 mars 1853).
- 4 janvier : Micah Bell, Criminel.
- 13 janvier : Antonio Montes, matador espagnol (° 20 décembre 1876).
- 15 janvier : Clémence de Grandval, compositrice française (° 21 janvier 1828).
- 20 janvier :
  - Alphonse Angelin, peintre français (° 30 octobre 1815).
  - Dmitri Mendeleïev, chimiste russe (° 27 janvier 1834).
- 24 janvier : Félix-Joseph Barrias, peintre français (° 13 septembre 1822).
- 25 janvier : René Pottier, coureur cycliste français (° 5 juin 1879).
- 30 janvier : Alphonse Monchablon, peintre français (° 12 juin 1835).
- 31 janvier : Henry Cros, sculpteur, peintre, céramiste et maître verrier français (° 16 novembre 1840).

### Février
- 2 février : Rodolphe Julian, peintre français (° 13 juin 1839).
- 5 février : Ludwig Thuille, compositeur, pédagogue et théoricien autrichien (° 30 novembre 1861).
- 7 février : Louis Schoutteten, peintre français (° 10 mars 1833).
- 11 février : Alfred Beau, peintre, photographe, céramiste et conservateur de musée français (° 1829).
- 14 février : Adolf Seel, peintre allemand (° 1er mars 1829).
- 23 février : Augustin Marcotte de Quivières, peintre français (° 26 mai 1854).
- 25 février : Wilhelm von Diez, peintre et illustrateur allemand (° 17 janvier 1839).

### Mars
- 7 mars : Alphonse Duvernoy, pianiste et compositeur français (° 30 août 1842).
- 11 mars : Jean Casimir-Perier ancien président de la République française (° 8 novembre 1847).
- 14 mars :
  - Henry Somm, peintre, aquarelliste, dessinateur, graveur et caricaturiste français (° 29 février 1844).
  - Édouard Toudouze, peintre français (° 24 juillet 1848).
- 19 mars :
  - Ferdinand Fagerlin, peintre suédois (° 5 février 1825).
  - Émile Mauchamp, médecin français (° 3 mars 1870).
- 21 mars : Marie-Marthe Chambon, religieuse visitandine française (° 6 mars 1841).
- 23 mars :
  - Constantin Pobiedonostsev, homme politique russe (° 21 mai 1827).
  - Albert Lefaivre, homme politique, diplomate et écrivain français (° 20 février 1830).
- 26 mars :
  - Léon Richet, peintre français (° 15 avril 1843).
  - Ettore Roesler Franz, peintre italien (° 11 mai 1845).

### Avril
- 14 avril : Bernard de Gélieu, militaire originaire de Neuchâtel au service de la Prusse (° 28 septembre 1828).
- 17 avril : János Halmos, homme politique hongrois (° 4 mai 1847).
- 23 avril : André Theuriet, poète, romancier et auteur dramatique français (° 8 octobre 1833).
- 26 avril : 9 avril : Josef Hellmesberger II, compositeur, violoniste et chef d'orchestre autrichien (° 9 avril 1855).

### Mai
- 5 mai : Eugène Girardet, peintre orientaliste français (° 31 mai 1853).
- 7 mai : Félix Régamey, peintre, dessinateur et caricaturiste français (° 7 août 1844).
- 16 mai : Ernest Mercier, interprète, historien et homme politique français (° 17 septembre 1840).
- 21 mai :
  - Jean-François Batut, peintre français (° 26 juin 1828).
  - Gustave Tritant, organiste et compositeur français (° 11 août 1837).
- 24 mai : Zacharie Astruc, critique d’art, poète, peintre et sculpteur français (° 20 février 1833).

### Juin
- 1er juin : Richard Mühlfeld, clarinettiste allemand (° 28 février 1856).
- 5 juin : Armand Cassagne, peintre, aquarelliste, lithographe et écrivain français (° 3 mai 1823).
- 10 juin : Numa Coste, peintre, critique, journaliste et historien de l'art français (° 28 août 1843).
- 14 juin :
  - Adolf Daens, prêtre catholique belge (° 18 décembre 1839).
  - Giuseppe Pellizza, peintre italien (° 28 juillet 1868).
- 17 juin : Sergio Corazzini, poète italien (° 6 février 1886).
- 19 juin : Léon Herbo, peintre belge (° 8 octobre 1850).
- 22 juin : Louis Roy, peintre et graveur français (° 22 juillet 1862).

### Juillet
- 4 juillet : Eugène Baudin, peintre français (° 23 décembre 1843).
- 16 juillet :
  - Théobald Chartran, peintre français (° 20 juillet 1849).
  - Eugène Poubelle, préfet parisien (° 15 avril 1831).
- 23 juillet : Antonin Marmontel, compositeur et pédagogue français (° 24 novembre 1850).
- 24 juillet : Nicolae Grigorescu, peintre roumain (° 15 mai 1838).
- 25 juillet : Auguste Delâtre, peintre, graveur, illustrateur et imprimeur français (° 21 juillet 1822).

### Août
- 15 août : Joseph Joachim, violoniste hongrois (° 28 juin 1831).
- 21 août : Eugène Lacheurié, compositeur et peintre français (° 7 juin 1831).

### Septembre
- 4 septembre : Edvard Grieg, compositeur et pianiste norvégien de la période romantique (° 15 juin 1843).
- 16 septembre : Julio Ruelas, peintre, graveur et illustrateur mexicain (° 21 juin 1870).
- 17 septembre : Ignaz Brüll, compositeur et pianiste autrichien (° 7 novembre 1846).
- 20 septembre : Henri Moissan (Prix Nobel de chimie 1906) (° 28 septembre 1852).
- 22 septembre : Félix Villé, peintre français (° 21 novembre 1819).

### Octobre
- 4 octobre : Alfredo Keil, compositeur, peintre et collectionneur d'art portugais (° 3 juillet 1850).
- 10 octobre : Charles Dancla, violoniste et compositeur français (° 19 décembre 1817).
- 26 octobre : Khalīl al-Khūrī, propriétaire de presse ottoman (° 28 octobre 1836).
- 30 octobre : Đorđe Krstić, peintre réaliste serbe (° 19 avril 1851).

### Novembre
- 1er novembre : Alfred Jarry, le créateur du Père Ubu et de la ’Pataphysique (° 8 septembre 1873).
- 14 novembre : Andrew Inglis Clark, homme politique britannique puis australien (° 24 février 1848).
- 21 novembre : Paula Modersohn-Becker, peintre allemande (° 8 février 1876).
- 22 novembre : Asaph Hall, astronome américain (° 15 octobre 1829).
- 23 novembre : John Frederick Peto, peintre américain (° 21 mai 1854).
- 28 novembre : Stanisław Wyspiański, architecte, auteur de théâtre, poète et peintre polonais (° 15 janvier 1869).

### Décembre
- 4 décembre : Luis Sáenz Peña, avocat et homme politique argentin (° 2 avril 1822).
- 5 décembre : Charles Leickert, peintre belge (° 22 septembre 1816).
- 16 décembre :
  - Asai Chū, peintre de paysages japonais (° 21 juin 1856).
  - George Bottini, peintre, dessinateur, et graveur français (° 1er février 1874).
- 31 décembre : Jules de Trooz, homme politique belge (° 21 février 1857).